# 검은흙파는쥐
검은흙파는쥐 또는 검은주머니고퍼(Cratogeomys fumosus)는 흙파는쥐과에 속하는 설치류의 일종이다. 멕시코(케레타로주)의 토착종이다. 자연 서식지는 아열대 또는 열대 기후 지역의 건조 저지대 초원이다.